# Mattirolomyces terfezioides
Mattirolomyces terfezioides är en svampart som först beskrevs av Oreste Mattirolo, och fick sitt nu gällande namn av Eduard Fischer 1938. Mattirolomyces terfezioides ingår i släktet Mattirolomyces och familjen Pezizaceae.   Inga underarter finns listade i Catalogue of Life.